# Winterset, Iowa
Winterset är en stad (city) i Madison County, i delstaten Iowa, USA. Enligt United States Census Bureau har staden en folkmängd på 5 222 invånare (2011) och en landarea på 11,9 km². Winterset är huvudort i Madison County.